# Masvingo (provins)
Masvingo er en provins i Zimbabwe. Den har et areal på 56.566 km² og en befolkning på omkring 1,3 millioner indbyggere (2002). Masvingo (tidligere Fort Victoria) er provinsens hovedby. Byen blev grundlagt i 1890 og var den første store bosætning som blev etableret af pioneer-kolonnen til BSAC som gør den til den ældste by i Zimbabwe. Den blev kaldt Fort Victoria efter dronning Victoria.
Provinsen er stort set befolket af medlemmer af karanga-stammen som er medlemmer af den shona-sprogede gruppe af stammer som også inkluderer zezuru, manyika og ndau.
Provinsen Masvingo, som før 1980 hed Victoria, er i det tørrere lavveld-område syd i Zimbabwe. Grænserne blev noget forandret i 1980'erne. Fra de hvide bosættere slog sig ned her til 2000 blev det meste af området her brugt til kvægdrift. Der er minedrift her og sukker bliver dyrket (vandet fra Muturikwi-søen). Med landreformerne i begyndelsen af det 21. århundrede har kvægdriften i stor skala og blandede gårdbrug blevet redistribueret til smågårdbrug.
Øst i provinsen, langs grænsen til Mozambique, ligger Gonarezhou National Park, del af Gaza, Kruger og Gonarezhou Transfrontier National Park området.
21°S 31°Ø / 21°S 31°Ø